# Tinotus caviceps
Tinotus caviceps är en skalbaggsart som beskrevs av Thomas Casey 1893. Tinotus caviceps ingår i släktet Tinotus och familjen kortvingar. Inga underarter finns listade i Catalogue of Life.